# Genengsari (Kemusu)
Genengsari is een bestuurslaag in het regentschap Boyolali van de provincie Midden-Java, Indonesië. Genengsari telt 3590 inwoners (volkstelling 2010).